# Vermontia thoracica
Genre
Espèce
Synonymes
- Tmeticus thoracicus Emerton, 1913
- Gongylidium unidentatum Emerton, 1917

Vermontia thoracica, unique représentant du genre Vermontia, est une espèce d'araignées aranéomorphes de la famille des Linyphiidae.

## Distribution
Cette espèce  se rencontre au Canada en Colombie-Britannique, dans les Territoires du Nord-Ouest, en Alberta, en Saskatchewan, au Manitoba, en Ontario, en Québec, au Nouveau-Brunswick, en Nouvelle-Écosse et au Terre-Neuve-et-Labrador, aux États-Unis en Alaska, dans l'État de New York et au Vermont et en Russie en Sibérie.

## Description
Les mâles mesurent de 1,50 à 1,55 mm et les femelles de 1,35 à 1,65 mm.

## Publications originales
- Emerton, 1913 : New England spiders identified since 1910. Transactions of the Connecticut Academy of Arts and Sciences, vol. 18, p. 209-224.
- Millidge, 1984 : The erigonine spiders of North America. Part 7. Miscellaneous genera. Journal of Arachnology, vol. 12, no 2, p. 121-169 (texte intégral).